# Кари, Феликс
Феликс Кари (фр. Félix Cary; 1699—1754) — французский историк и нумизмат.
Жил в Марселе. Был другом и коллегой Жан-Жака Бартелеми, написавшего предисловие к одной из его книг. Богатая коллекция медалей, собранная Кари, при посредничестве Бартелеми вошла в состав нумизматического кабинета Парижской национальной библиотеки. Основные сочинения Кари: сборник «Об основании Марселя», «Об истории царей Боспора Киммерийского» и «О философе Лесбонаксе из Митилен» (фр. «Sur la fondation de Marseille», «Sur l’histoire des rois du Bosphore Cimmérien» et «Sur Lesbonax philosophe de Mitilène»; Париж, 1744) и исследование «История царей Фракии и Боспора Киммерийского, прояснённая медалями» (фр. «Histoire des rois de Thrace et de ceux du Bosphore Cimmérien, éclaircie par les médailles»; Париж, 1752).